# Droga magistralna A17 (Litwa)
Droga magistralna A17 (lit. Magistralinis kelias A17) - droga magistralna w ciągu tras europejskich E67 i E272. Stanowi zachodnią obwodnicę Poniewieża. Droga ma 22,28 km długości.